# Ernst Irtel
Ernst Irtel (* 9. Februar 1917 in Mühlbach (Sebeș); † 8. Juli 2003 auf Schloss Horneck in Gundelsheim) war ein Musikpädagoge und Komponist.

## Leben
Nach seinem Studium an der Klausenburger Musikakademie wirkte er bis 1944 in Mühlbach, von 1944 bis 1948 in Hermannstadt, anschließend bis 1952 in Schäßburg und von 1952 bis 1987 in Mediasch als Musiklehrer und Chorleiter. Nach seiner Aussiedlung in die Bundesrepublik Deutschland lebte er im Heimathaus Siebenbürgen auf Schloss Horneck in Gundelsheim. Dort verstarb er am im Alter von 87 Jahren.

## Werke (Auswahl)
- Siebenbürgische Elegie. Vertonung für vierstimmigen Chor nach einem Gedicht von Adolf Meschendörfer
- Der alte Brunnen. Vertonung des Gedichts von Hans Carossa
- Sechs Miniaturen für Orgel. 1985–1986[1]
- Der junge siebenbürgische Musiker Carl Filtsch. 1830–1845. Ein Lebensbild. 1993, ISBN 3-9802015-5-4.